# 케트살테낭고주

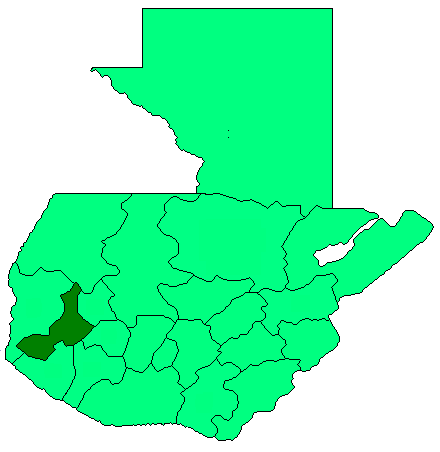
케찰테낭고주의 위치

케트살테낭고주(스페인어: Departamento de Quetzaltenango)는 과테말라 서부에 위치한 주로 주도는 케트살테낭고이며 면적은 1,951km2, 인구는 624,716명(2002년 기준)이다.
서쪽으로는 산마르코스주, 남쪽으로는 레탈룰레우주와 수치테페케스주, 북쪽으로는 우에우에테낭고주, 동쪽으로는 토토니카판주, 솔롤라주와 접한다. 24개 지방 자치체를 관할한다.